# Muzaffarbek Turoboyev

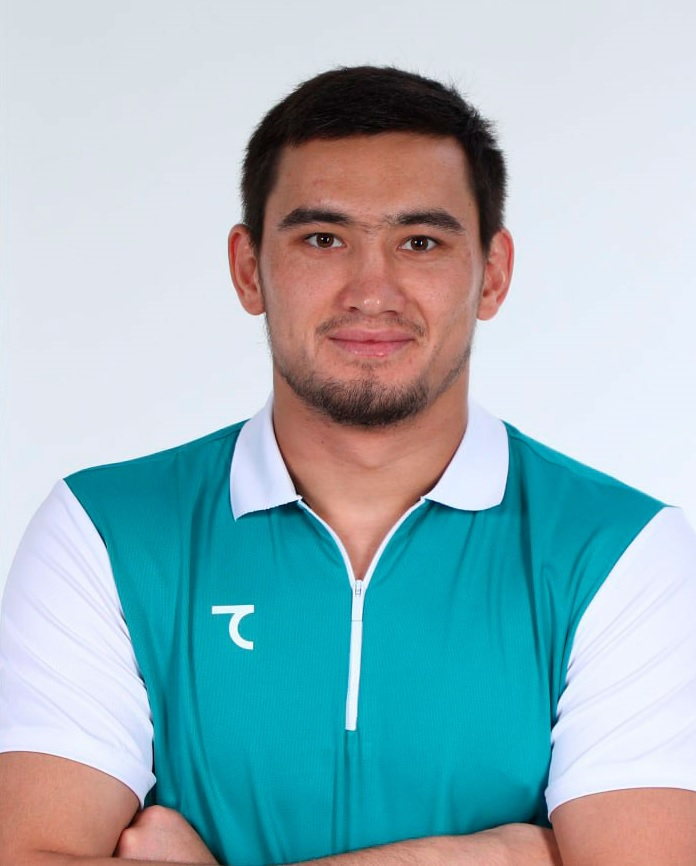
Muzaffarbek Turoboyev (2023)

Muzaffarbek Turoboyev (geboren am 5. April 2000) ist ein usbekischer Judoka. Er wurde 2022 Weltmeister und 2024 Olympiadritter im Halbschwergewicht.

## Sportliche Karriere
Turoboyev war 2017 Dritter der U18-Asienmeisterschaften in der Gewichtsklasse bis 81 Kilogramm.
Im Erwachsenenbereich kämpft er im Halbschwergewicht, der Gewichtsklasse bis 100 Kilogramm. Seine erste internationale Medaille im Erwachsenenbereich gewann Turoboyev 2021 beim Grand-Slam-Turnier in Taschkent, als er den dritten Platz belegte. Bei den Weltmeisterschaften 2021 in Budapest schied er in der zweiten Runde gegen den Portugiesen Jorge Fonseca aus. Mit der Mannschaft gewann Turoboyev Weltmeisterschaftsbronze. 2022 erreichte er durch einen Sieg über den Niederländer Michael Korrel den dritten Platz beim Grand-Slam-Turnier in Paris. Im August 2022 siegte er bei den Islamischen Solidaritätsspielen. Bei den Weltmeisterschaften 2022 in Taschkent gewann er im Halbfinale gegen Michael Korrel und im Finale gegen den Kanadier Kyle Reyes. Nach Davlat Bobonov im Mittelgewicht war Turoboyev damit in Taschkent der zweite Weltmeister aus dem Gastgeberland. Bei den 2023 ausgetragenen Asienspielen 2022 in Hangzhou gewann er die Goldmedaille. Bei den Olympischen Spielen 2024 in Paris gewann er die Bronzemedaille.